# Taranga (mythologie)
Dans la mythologie maorie, Taranga est la mère de Māui. Son mari est Makeatutara. 

## Mythe
Māui est né prématurément, alors Taranga a enveloppé son corps dans ses cheveux et l'a jeté dans les vagues. Certaines créatures marines ont pris soin de lui, le cachant dans du varech jusqu'à ce qu'une tempête le renvoie sur la plage. Son ancêtre divin, Tama-nui-a-rangi, le trouva et le ramena à la vie, et l'éduqua.
Māui est arrivé un jour au village de sa mère et a reconnu ses quatre frères, Māui-taha, Māui-roto, Māui-pae, et Māui-waho, ainsi que sa sœur, Hina. Taranga ne reconnait pas Māui comme son enfant initialement, ne réalisant pas qui il est jusqu'à ce que Māui lui rappelle les circonstances de sa naissance. Elle se souvient alors de lui et l'accepte.
Chaque matin, Taranga disparaissait, nul ne sachant où elle allait. Prenant la forme d'un oiseau, un kererū, Māui décide de la suivre. Elle descend alors dans le monde souterrain, suivie par l'oiseau. Māui la trouve alors avec Makeatutara, un gardien des enfers. Taranga les a présentés l'un à l'autre et son père a exécuté le rituel de dédicace sur son fils. Cependant, parce que Makeatutara a fait des erreurs dans l'incantation, Māui était destiné à mourir et donc l'humanité est mortelle.
Dans certaines versions, Taranga est un homme, le fils de Murirangawhenua. Il épousa Irawhaki et engendra les frères Māui.

## Sources
- E. R. Tregear, Maori-Polynesian Comparative Dictionary (Lyon and Blair: Lambton Quay, 1891), 233–234, 478. (en anglais)
- J. White (en), The Ancient History of the Maori, 7 Volumes (Government Printer: Wellington, 1887–1891), II:63 (en anglais)